# Lansettmossor
Lansettmossor (Trichostomum) är ett släkte av bladmossor. Lansettmossor ingår i familjen Pottiaceae.

## Bildgalleri

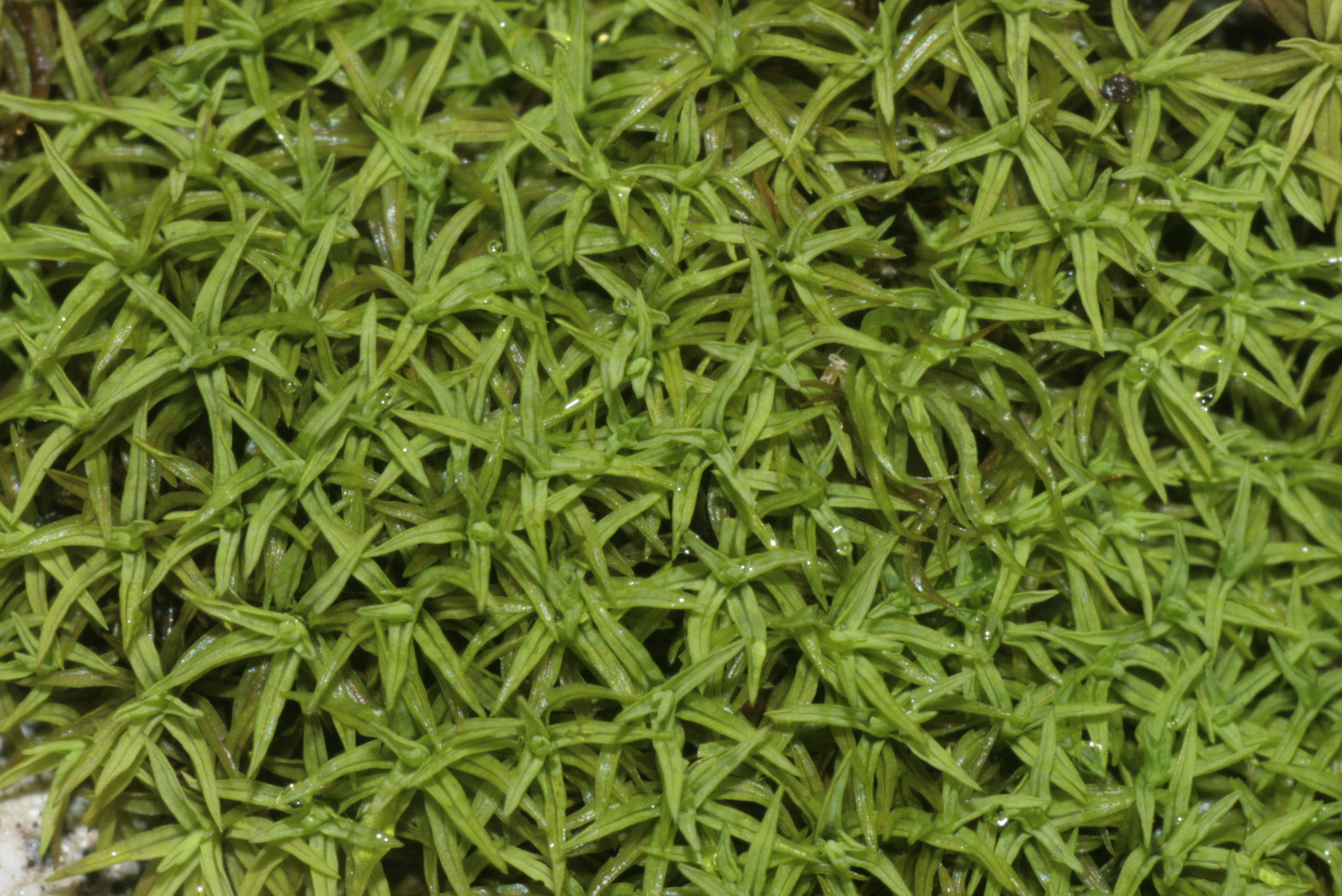
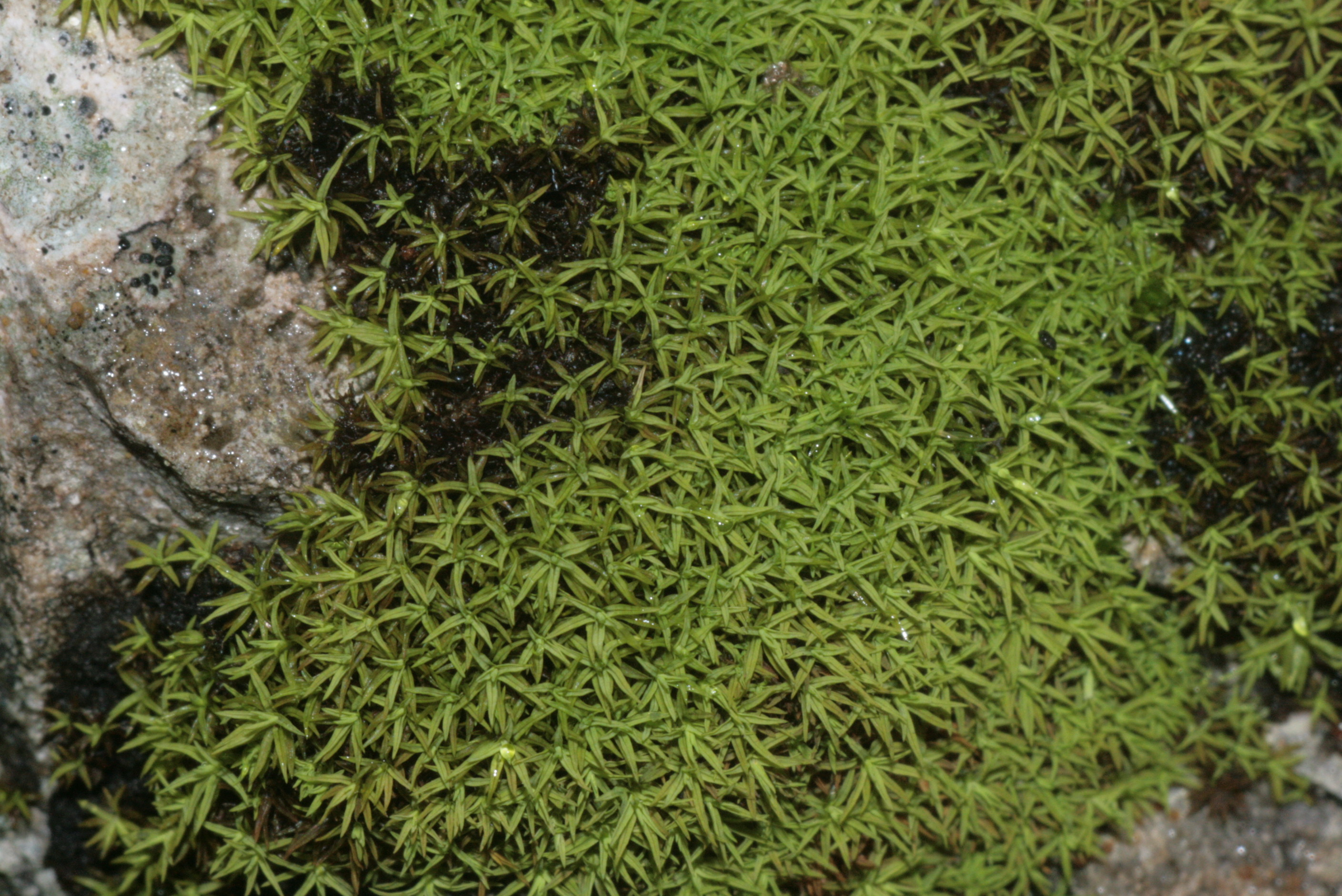
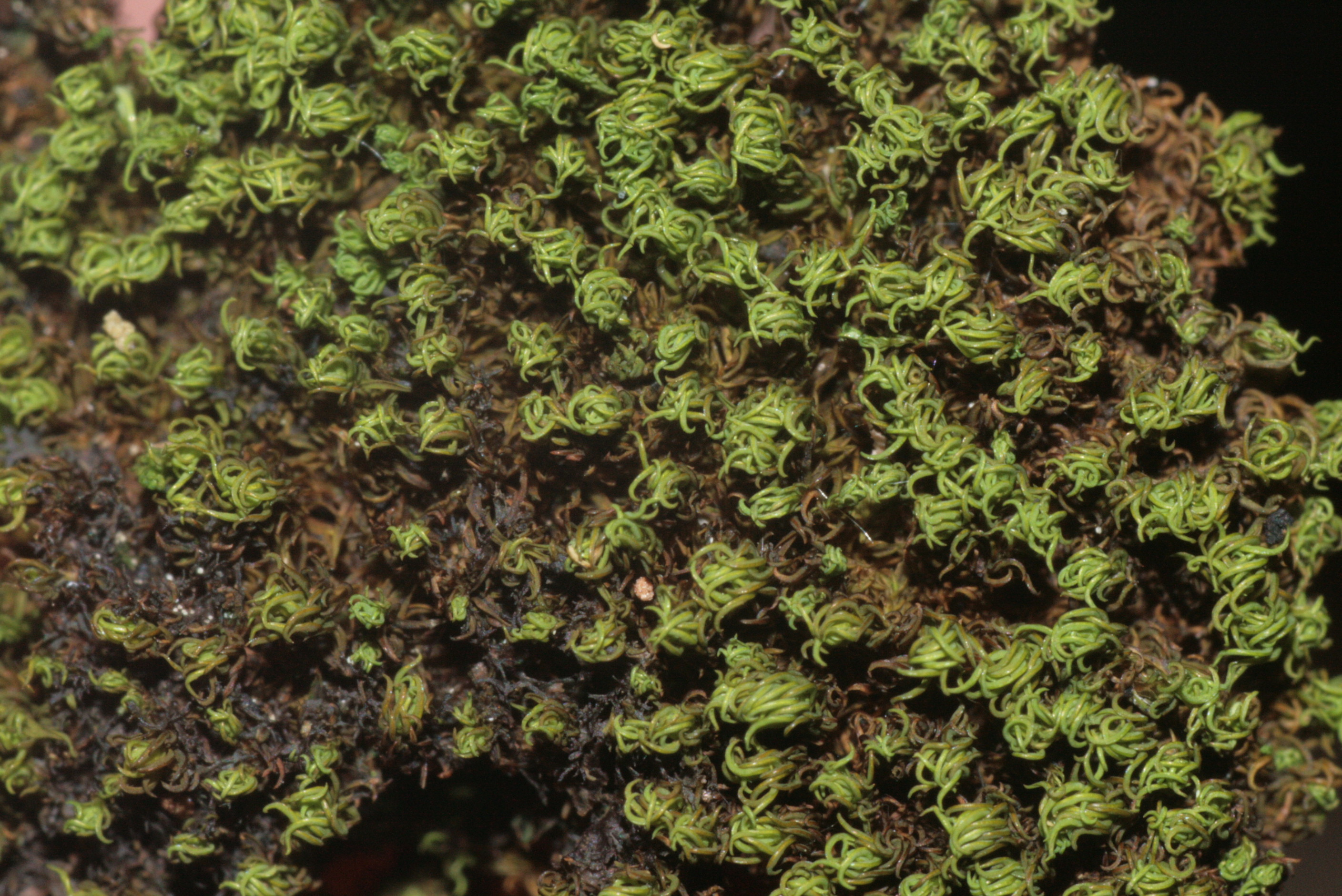
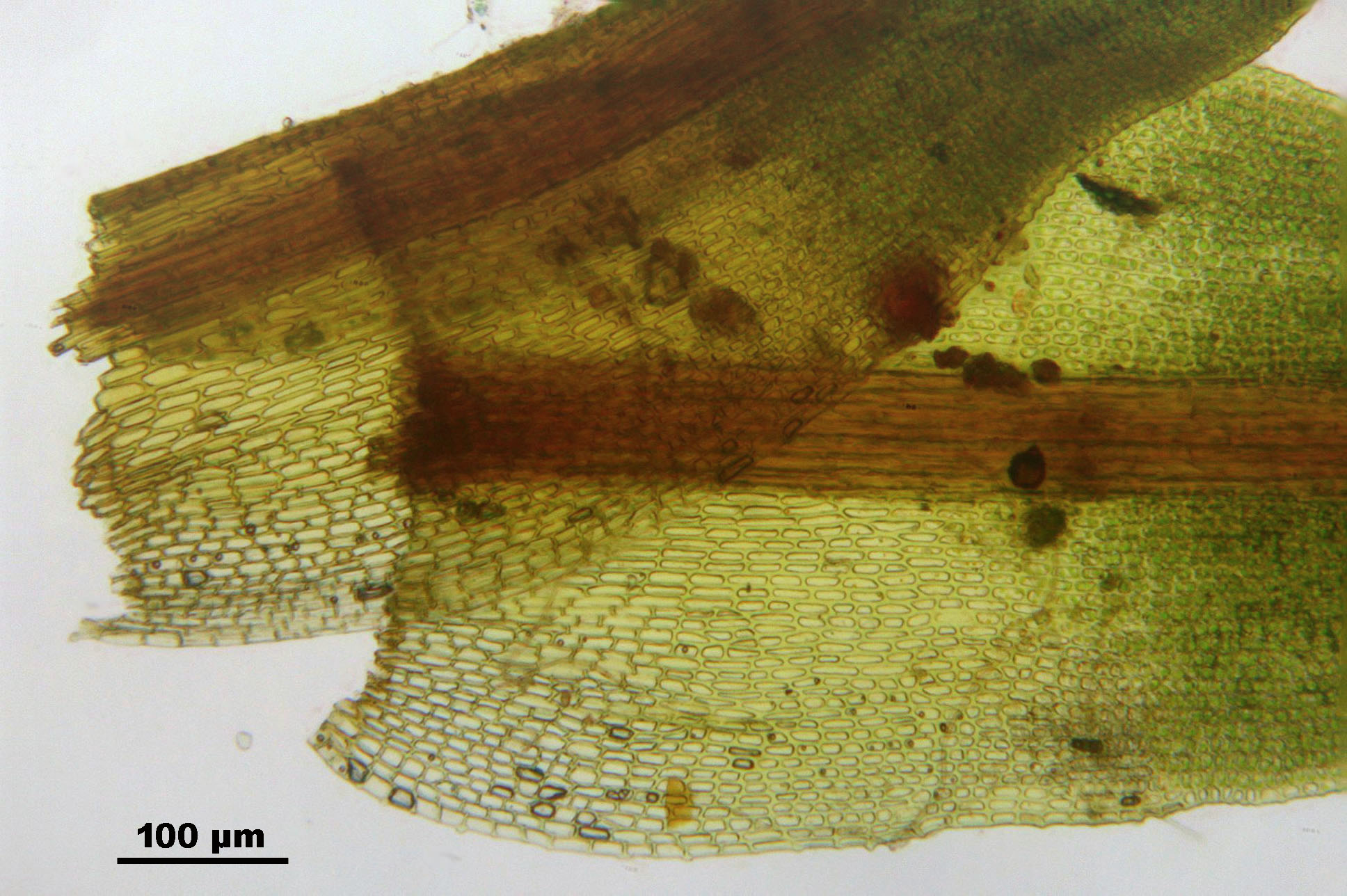
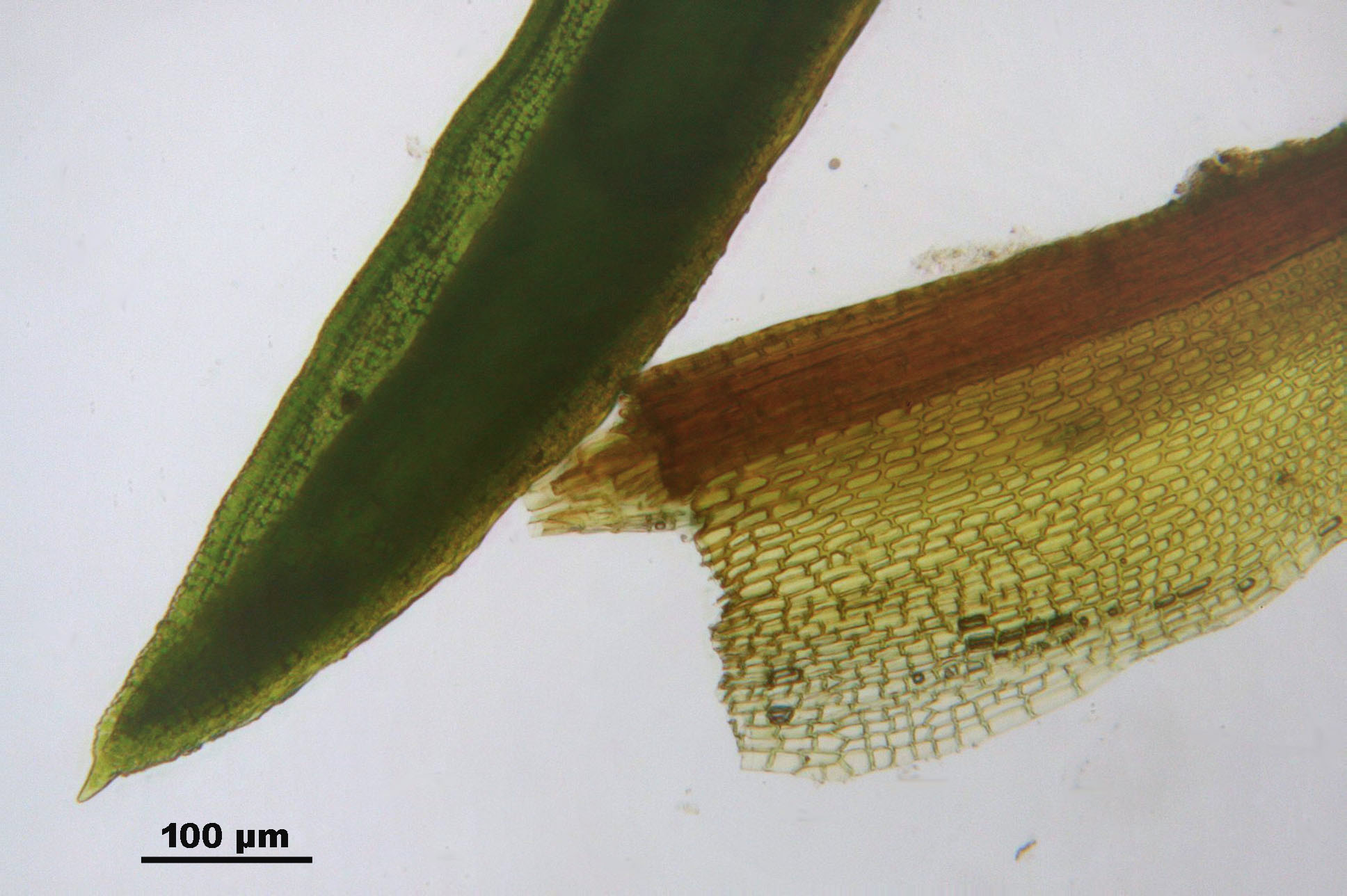

## Dottertaxa till Lansettmossor, i alfabetisk ordning[1][2]
- Trichostomum abyssinicum
- Trichostomum acutiusculum
- Trichostomum aequatoriale
- Trichostomum alpinum
- Trichostomum apophysatulum
- Trichostomum arboreum
- Trichostomum arcticum
- Trichostomum atrocaule
- Trichostomum austrocrispum
- Trichostomum bellii
- Trichostomum borneense
- Trichostomum brachydontium
- Trichostomum brittonianum
- Trichostomum calymperaceum
- Trichostomum cardotii
- Trichostomum carinatum
- Trichostomum castaneum
- Trichostomum clavinerve
- Trichostomum compactulum
- Trichostomum connivens
- Trichostomum contractum
- Trichostomum criotum
- Trichostomum crispulum
- Trichostomum deciduaefolium
- Trichostomum distans
- Trichostomum eckelianum
- Trichostomum edentulum
- Trichostomum elliottii
- Trichostomum exulatum
- Trichostomum fallaciosum
- Trichostomum fallax
- Trichostomum flavisetum
- Trichostomum fragilifolium
- Trichostomum gracillimum
- Trichostomum hattorianum
- Trichostomum hibernicum
- Trichostomum hondurense
- Trichostomum hyalinoblastum
- Trichostomum imshaugii
- Trichostomum incertum
- Trichostomum insulare
- Trichostomum involutum
- Trichostomum kanieriense
- Trichostomum knightii
- Trichostomum lambii
- Trichostomum laticostatum
- Trichostomum leptocylindricum
- Trichostomum leptotheca
- Trichostomum lignicola
- Trichostomum ligulaefolium
- Trichostomum lillei
- Trichostomum lindigii
- Trichostomum lorifolium
- Trichostomum mauiense
- Trichostomum melanostomum
- Trichostomum mildeanum
- Trichostomum minutissimum
- Trichostomum mitteneanum
- Trichostomum muticum
- Trichostomum orthodontum
- Trichostomum ovatifolium
- Trichostomum paludicola
- Trichostomum pennequinii
- Trichostomum perangustum
- Trichostomum perinvolutum
- Trichostomum perligulatum
- Trichostomum perplexum
- Trichostomum perpusillum
- Trichostomum perrieri
- Trichostomum persicum
- Trichostomum philippinense
- Trichostomum piliferum
- Trichostomum planifolium
- Trichostomum platyphyllum
- Trichostomum plicatulum
- Trichostomum pomangium
- Trichostomum portoricense
- Trichostomum prionodon
- Trichostomum pulicare
- Trichostomum pygmaeum
- Trichostomum recurvifolium
- Trichostomum rhodesiae
- Trichostomum ruvenzorense
- Trichostomum sinaloense
- Trichostomum sinochenii
- Trichostomum soulae
- Trichostomum spirale
- Trichostomum sporaphyllum
- Trichostomum squarrosum
- Trichostomum stanilandsii
- Trichostomum subangustifolium
- Trichostomum subcirrhatum
- Trichostomum subconnivens
- Trichostomum subintegrum
- Trichostomum sublamprothecium
- Trichostomum sweetii
- Trichostomum tenuirostre
- Trichostomum termitarum
- Trichostomum tortelloides
- Trichostomum tucumanense
- Trichostomum unguiculatum
- Trichostomum urceolare
- Trichostomum usambaricum
- Trichostomum wagneri
- Trichostomum weisioides
- Trichostomum whittonii
- Trichostomum villaumei
- Trichostomum williamsii
- Trichostomum zanderi